# 일월초등학교 (경기)
일월초등학교는 대한민국 경기도 수원시에 있는 공립 초등학교이다.

## 학교 연혁
- 1999.01.05 일월초등학교 설립
- 2000.03.01 16학급 편성 개교, 초대 박종화 교장 취임
- 2001.02.15 제1회 졸업식(63명)
- 2004.03.15 30학급(유치원1학급)편성
- 2005.01.28 일반교실, 본관,특별교실 증축
- 2006.06.05 제2컴퓨터실 준공
- 2007.03.01 제4대 박종화 교장 취임, 31학급 편성
- 2007.06.13 학교 숲 개장식
- 2007.10.19 현관, 도서실 개관식
- 2008.02.15 제8회 졸업생(231명)
- 2008.10.08 제2 어학실과 제2과학실 개관식
- 2009.02.18 제9회 졸업식(197명)
- 2009.03.01 30학급(유치원1학급) 편성
- 2009.09.01 제5대 이진숙 교장 취임
- 2009.12.07 일월도서관 지역문화센터 개관
- 2010.03.01 특수학급 신설
- 2011.02.11 제11회 졸업식(196명 누계 1927명)
- 2011.09.01 제6대 김현진 교장 취임
- 2011.12.30 교과부 창의·인성 모델학교, 사교육절감형 창의경영학교 운영 지정
- 2012.03.01 경기도교육청 지정 연구·시범 학교
- 2012.12.31 2012 전국 100대 교육과정 우수학교 선정
- 2013.02.15 제13회 졸업식(154명, 누계 2264명)
- 2013.03.01 30학급 편성(특수학급 포함), 병설유치원 1학급 편성
- 2014.03.01 31학급 편성(특수학급 포함), 병설유치원 1학급 편성

## 참고 자료
- 일월초등학교 - 한국교육학술정보원 학교알리미